# Rhabdomastix posticata
Rhabdomastix posticata är en tvåvingeart som beskrevs av Alexander 1929. Rhabdomastix posticata ingår i släktet Rhabdomastix och familjen småharkrankar. Inga underarter finns listade i Catalogue of Life.